# کریستین اشتروبینگ
کریستین اشتروبینگ (به انگلیسی: Christine Strübing) (زادهٔ ۳۰ مارس ۱۹۵۲) شناگر اهل آلمان است.